# Cámara de Representantes de Nueva Zelanda
La Cámara de Representantes de Nueva Zelanda es el órgano unicameral que ostenta el poder legislativo del Parlamento de Nueva Zelanda, junto con el Gobernador general (éste en representación del Rey de Nueva Zelanda).
La Cámara de Representantes posee 120 escaños, escogidos por sufragio universal cada 3 años. El gobierno de Nueva Zelanda se basa en un primer ministro que haya obtenido la mayoría parlamentaria (61 escaños).
La Cámara de Representantes se estableció según la Constitución de Nueva Zelanda de 1840, pero compartía el poder legislativo con el Consejo Legislativo abolido en 1951.

## Miembros del Parlamento
La Cámara de Representantes sigue el modelo de la Cámara de los Comunes del Reino Unido. Normalmente se compone de 120 miembros.
La distribución de los escaños se hace en forma de herradura, los escaños del gobierno y los demás afines a él se sientan a mano derecha del Presidente de la Cámara y los opositores enfrente.
La rama ejecutiva del gobierno de Nueva Zelanda (el Gabinete) obtiene su membresía exclusivamente de la Cámara de Representantes, sobre la base de qué partido o partidos pueden reclamar una mayoría. El primer ministro conduce el gobierno: el Gobernador General nombra al primer ministro de un partido o coalición que parece tener el apoyo suficiente en la Cámara para gobernar. Este apoyo se prueba inmediatamente a través de una moción de confianza. El líder de la oposición es el líder del mayor partido de la oposición.

## Sistema electoral
La elección de la Cámara es por el sistema electoral de representación proporcional mixta, que prevé la representación proporcional. El sistema significa que por lo general hay varios partidos presentes en la Cámara.El sistema reemplazó al anterior escrutinio mayoritario uninominal, después de un referéndum en 1993. La primera votación por representación proporcional mixta tuvo lugar en la elección de 1996.